# Sierra de Aracena

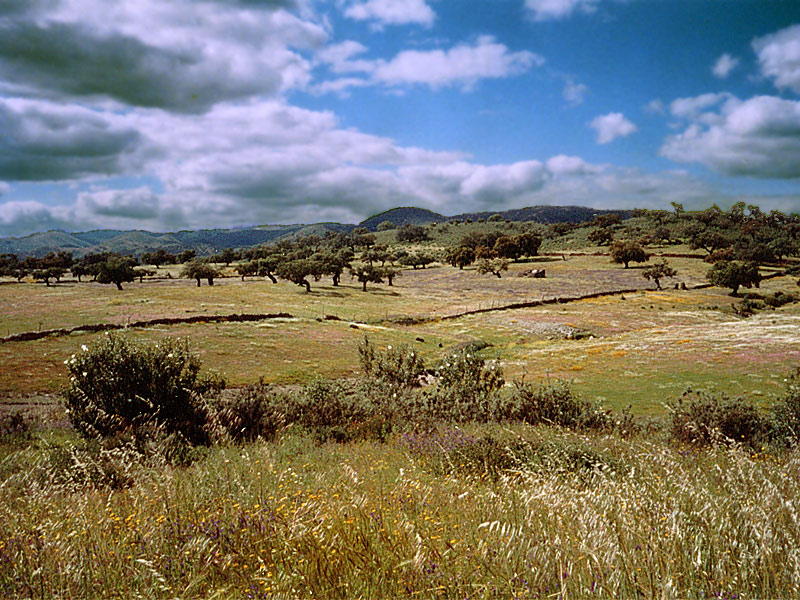
Sierra de Aracena

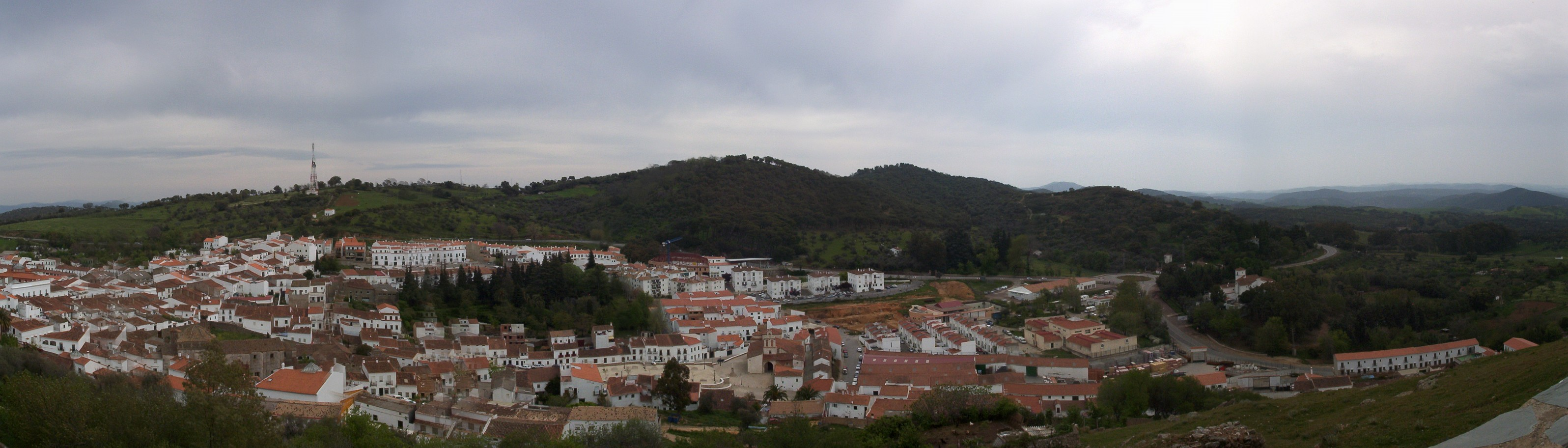
Panoramablick von der Burg von Aracena aus

Der Naturpark Sierra de Aracena y Picos de Aroche liegt im westlichen Teil der Sierra Morena, im Norden der Provinz Huelva (spanische autonome Region Andalusien).
Sanft gerundet und meist zwischen 400 und 900 m hoch (ihre höchste Erhebung ist der Castaño mit 962 m), ist sie ein ideales und noch kaum entdecktes Wandergebiet. Die armen und sehr flachgründigen Böden eignen sich kaum für die Landwirtschaft, so dass hier ausgedehnte Wälder erhalten sind. Kastanienhaine sowie Kork- und Steineichenwälder bestimmen das Landschaftsbild.
In den Eichenwäldern leben halbwilde schwarze Schweine (spanisch cerdos negros), die mit den Eicheln gemästet werden. Die Schinken und Würste dieser Tiere sind die Haupterzeugnisse dieser Region – die Schinken aus Jabugo sind jedem Spanier ein Begriff.
Daneben leben die Bewohner dieses Gebietes vom Verkauf von Kork, Obst (Äpfel, Birnen, Aprikosen) und, in geringerem Umfang, Kastanien. Die immer wieder in diese Wälder eingestreuten Gärten dienen in erster Linie der Selbstversorgung.